# Languilla
Languilla – gmina w Hiszpanii, w prowincji Segowia, w Kastylii i León, o powierzchni 26,66 km². W 2011 roku gmina liczyła 95 mieszkańców.